# Uganda en los Juegos Paralímpicos de Sídney 2000
Uganda estuvo representada en los Juegos Paralímpicos de Sídney 2000 por una deportista femenina. El equipo paralímpico ugandés no obtuvo ninguna medalla en estos Juegos.